# UHC Dolo
L'UHC (Unihockey Club) Dolo è stata una società di floorball di Dolo, centro della provincia di Venezia.
È una delle otto società fondatrici della Federazione Italiana Unihockey Floorball ed assieme al Mucchio Selvaggio Varese (oggi UHC Wild Boars Varese) ha dato vita alla prima partita di unihockey/floorball in Italia a gennaio del 1999 (Mucchio Selvaggio Varese - Piranhas Dolo 10-7.

## Storia

### Le origini
Le basi dell'UHC Dolo risalgono a settembre 1998. A Dolo arrivano le prime stecche e le prime palline grazie a Davide Lazzari (il primo promotore) che coinvolge qualche amico in questo nuovo sport. Il tempo di trovare una piccola palestra, fare i primi allenamenti ed il primo torneo (in Svizzera) ed ecco che nasce il Piranhas Dolo.
Questo sport in Italia è ancora pressoché sconosciuto (a parte un gruppo a Varese, e qualche "rumor" a Bolzano) e quindi il Piranhas Dolo inizia la sua attività partecipando nel 1999 e nel 2000 al Campionato Austriaco, affiancando qualche buona prestazione a qualche tremenda debacle.
Sempre in questi anni l'UHC Dolo collabora con i gruppi di Varese e Bolzano per promuovere l'attività in Italia (tornei di Bologna - dove giunge seconda - e Dolo ad esempio, piuttosto che la Fiera SportShow a Verona) e per creare la Federazione Italiana Unihockey Floorball.
Partecipa all'attività federale della FIUF sin dalla nascita e per anni ha partecipato sia ai campionati femminili che giovanili (oltre che maschili).

### I primi campionati ufficiali
Nel primo campionato italiano del 2001 giunge al sesto posto deludendo un po' le attese, una vittoria ed un pareggio contro cinque sconfitte nella stagione d'esordio.
Nel successivo anno 2002 giunge ottava nelle finali nazionali (nella cornice di Salsomaggiore Terme - dove tra le altre cose giunge seconda tra gli under e terza nella categoria femminile) dopo un quarto posto ottenuto nel Girone Est (dietro alle corazzate SSV Diamante A, FBC Bozen e SV Lajen e davanti a Lok Vipiteno, Bolzano B ed Cus Udine 69ers).
Dal successivo anno inizia un rinnovamento della squadra con molti elementi davvero giovani e dalle ottime prospettive.
Nelle stagioni 2002/2003 e 2003/2004 nonostante tantissimi giocatori giovani evita gli ultimi posti nel pur difficile girone Est di campo piccolo (quello formato da squadre altoatesine).

### Dal 2004 al 2009
Nelle stagioni 2004/2005 e 2005/2006 partecipa ai play off scudetto campo piccolo, ma viene eliminata ai quarti di finale entrambe le volte (prima dagli Skorpions Bolzano - vincitori scudetto 2004/2005 - e poi dal Diamante Bolzano vincitori scudetto 2005/2006). Raggiunge i play off anche nella stagione 2007/2008 dove viene eliminata dal Wild Boars Varese.
In varie stagioni (campo piccolo) riesce anche a presentare una squadra B che nella stagione 2007/2008 disputa anche lo spareggio per accedere ai play off nazionali (battuta da Diamante Bolzano e FC Milano). Nella stagione 2008/2009 è invece ancora la prima squadra a disputare lo spareggio per accedere ai play off ma viene superata dal FC Milano.
Vanta uno scudetto femminile vinto nella stagione 2005/2006, grazie anche e soprattutto all'aiuto di Lukas Hublbauer, portato a Dolo per far ulteriormente crescere la squadra, e numerosi altri piazzamenti di categoria (secondi posti femminili e giovanili). Uno scudetto (quello 2005/2006) "pesante" perché vinto contro la corazzata Diamante Smurfs Bolzano, squadra sempre presente e vincente fino ad allora (schierava anche alcune giocatrici della nazionale di hockey ghiaccio).
Dalla stagione 2005/2006 ha partecipato anche ai campionati su campo grande (oltre che campo piccolo). Le stagioni 2005/2006 e 2006/2007 sono state le migliori con discreti risultati.

### Qualche dato internazionale
Ha alle spalle numerose partecipazioni a vari tornei esteri (Svizzera, Repubblica Ceca, Austria, Svezia). 
Nel 2000 partecipa con qualche membro al Czech Open di Praga nella squadra Blue Team, negli anni seguenti invece partecipa come Uhc Dolo. Ha disputato tre volte il torneo di Tenero (in Svizzera), giocando una volta anche nella categoria juniores con un ottimo secondo posto. Vanta partecipazioni anche all'Austrian Open (a Salisburgo) ed alla prestigiosa Gothia Innebandy Cup (a Göteborg).
La squadra è stata sicuramente punto di riferimento anche a livello nazionale come organizzatrice di tornei internazionali (Italian Open per club - nel 2002 a Padova furono ben 24 le squadre partecipanti delle quali 20 straniere - piuttosto che il 5 Nation per squadre nazionali femminili - nel 2005 presenti Italia, Germania, Polonia, Slovacchia ed Austria a Dolo).
Tra i giocatori sicuramente da segnalare Mastroianni Fabio (in nazionale azzurra maschile senior ai Mondiali del 2002), Alba Michele, Gavagnin Valentino, Canonica Andrea, Marinello Elia e le nazionali femminili Franco Alberta, Barco Beatrice e Barco Cecilia (oltre che Marinello Eva).

### La conclusione
Nel 2008 la squadra è stata riorganizzata e dopo una stagione di transizione è stata sciolta dagli ultimi dirigenti per formarne una nuova. Quindi la stagione 2008/2009 può essere considerata come l'ultima stagione ufficiale dell'UHC Dolo.